# Куйсуг
Куйсуг (устар. Куйсух) — река в России, протекает по Аскизскому району Республики Хакасия. Устье реки находится в 808 км от устья Томи по левому берегу. Длина реки составляет 16 км.
Высота истока — 1164 м над уровнем моря. Высота устья — 664 м над уровнем моря.
Притоки — Харазас (лв), Правый Куйсуг (пр). Возле устья перекинут мост.

## Данные водного реестра
По данным государственного водного реестра России относится к Верхнеобскому бассейновому округу, водохозяйственный участок реки — Томь от истока до города Новокузнецк, без реки Кондома, речной подбассейн реки — Томь. Речной бассейн реки — (Верхняя) Обь до впадения Иртыша.